# Pamunkey (rzeka)
Rzeka Pamunkey – mający około 145 km dopływ rzeki York, we wschodniej części stanu Wirginia. Wraz z York jest częścią dorzecza zatoki Chesapeake.